# 自由黎曼氣體
自由黎曼气体模型（英語：free Riemann gas model），又名素数子气体模型（英語：Primon gas model）或素数气体模型（英語：Prime number gas model），是统计物理学和量子场论中的一个玩具模型。该模型刻画了素数理论与一个假想的、无相互作用的量子场理论之间的对应关系；后者的激发态被称为“素数子”（英語：Primon）。1990年，唐纳德•斯佩克特和伯纳德•朱利亚两人彼此独立地提出了这一模型；随后，巴卡斯，博威克和斯佩克特进一步研究了该理论与更为复杂的模型（例如弦论）之间的关联。

## 模型
考虑一个无相互作用的全同玻色子构成的量子系统。假设每个粒子有可列多个分立能级：
{\displaystyle \epsilon _{1}<\epsilon _{2}<\epsilon _{3}...}，且：
{\displaystyle a_{1},a_{2},a_{3}...}是与之对应的湮灭算子。则真空态{\displaystyle |\Omega \rangle }和所有粒子态：
{\displaystyle |k_{1},k_{2},k_{3}...\rangle \equiv (a_{1}^{\dagger })^{k_{1}}(a_{2}^{\dagger })^{k_{2}}...|\Omega \rangle }，{\displaystyle k_{i}\in \mathbb {N} }
张成了态空间的一组正交基。令：
{\displaystyle p_{1}<p_{2}<p_{3}...}
为全体素数的构成的升序列。则如下的映射：
{\displaystyle |k_{1},k_{2},k_{3}...\rangle \mapsto N\equiv p_{1}^{k_{1}}p_{2}^{k_{2}}p_{3}^{k_{3}}...}
是这组正交基到正整数的双射，后者由因数分解的唯一性保证。因此，系统的任意粒子态都可以用正整数唯一标记。在数学文献中，这种标记方法被称为哥德尔编号。

### 能级和正则配分函数
现在假设单粒子态的能量满足：
{\displaystyle \epsilon _{i}=\ln p_{i}}
满足上述性质的假想粒子称为素数子。此时，对于任意一个粒子态{\displaystyle |N\rangle }，其能量{\displaystyle E_{N}}都满足：
{\displaystyle E_{N}=\sum _{i=1}^{\infty }k_{i}\epsilon _{i}=\sum _{i=1}^{\infty }k_{i}\ln p_{i}=\ln N}
该系统在参数为{\displaystyle \beta }的正则系综下的配分函数为黎曼函数：
{\displaystyle Z(\beta )=\sum _{N=1}^{\infty }\exp(-\beta E_{N})=\sum _{N=1}^{\infty }{\frac {1}{N^{\beta }}}=\zeta (\beta )}
另一方面，配分函数可以写成如下的连乘积：
{\displaystyle Z(\beta )=\prod _{i=1}^{\infty }{\frac {1}{1-\exp(-\beta \epsilon _{i})}}=\prod _{i=1}^{\infty }{\frac {1}{1-p_{i}^{-\beta }}}}
即得欧拉乘积公式。

## 超素数子
上述素数子气体模型可以自然地推广到超对称的情形。在超对称模型中，每个玻色场的湮灭算子都存在一个与之对应的费米场的湮灭算子；令后者为：
{\displaystyle f_{1},f_{2},f_{3}...}
如此，该模型的粒子态具有如下形式：
{\displaystyle |k_{1},k_{2},k_{3}...l_{1},l_{2},l_{3}...\rangle \equiv (a_{1}^{\dagger })^{k_{1}}(a_{2}^{\dagger })^{k_{2}}...(f_{1}^{\dagger })^{l_{1}}(f_{2}^{\dagger })^{l_{2}}...|\Omega \rangle }，{\displaystyle k_{i}\in \mathbb {N} }，{\displaystyle l_{i}\in \{0,1\}}
由于泡利不相容原理，每个费米场此时，每个粒子态可以利用如下定义的两个正整数标记：
{\displaystyle N\equiv p_{1}^{k_{1}+l_{1}}p_{2}^{k_{2}+l_{2}}p_{3}^{k_{3}+l_{3}}...}
{\displaystyle d\equiv p_{1}^{l_{1}}p_{2}^{l_{2}}p_{3}^{l_{3}}...}
类似地，任意一个正整数{\displaystyle N}和{\displaystyle N}的任何一个不含平方数因数的因数{\displaystyle d}构成的数对{\displaystyle (N,d)}唯一决定了该模型中的一个粒子态。其中，粒子态的能量仅由{\displaystyle N}决定，而其自旋统计性质仅取决于{\displaystyle d}。
注意到如此构建的粒子态恰好为算子{\displaystyle (-1)^{\hat {F}}}的本征态：
{\displaystyle (-1)^{\hat {F}}|N,d\rangle =\mu (d)|N,d\rangle }
其中函数{\displaystyle \mu (d)}满足：
{\displaystyle \mu (d)=+1}，若{\displaystyle d}的素因子数目为偶；
{\displaystyle \mu (d)=-1}，若{\displaystyle d}的素因子数目为奇。
因此{\displaystyle \mu (d)}为默比乌斯函数。

### 威腾指标与素数定理
算子{\displaystyle (-1)^{\hat {F}}}在参数为{\displaystyle \beta }的正则系综中的平均值为威腾指标：
{\displaystyle \Delta \equiv \mathbf {Tr} (\exp(-\beta {\hat {H}})(-1)^{\hat {F}})}
由于模型中费米场与玻色场没有相互作用，求迹运算可以对玻色自由度和费米自由度分别进行：
{\displaystyle \Delta =\mathbf {Tr} (\exp(-\beta {\hat {H}}_{f})(-1)^{\hat {F}})\mathbf {Tr} (\exp(-\beta {\hat {H}}_{b}))}
{\displaystyle \mathbf {Tr} (\exp(-\beta {\hat {H}}_{b}))=Z(\beta )=\zeta (\beta )}
{\displaystyle \mathbf {Tr} (\exp(-\beta {\hat {H}}_{f})(-1)^{\hat {F}})=\sum _{d}\exp(-\beta {\hat {E}}_{d})\mu (d)=\sum _{d}{\frac {\mu (d)}{d^{\beta }}}}
另一方面，
{\displaystyle \Delta =\sum _{N=1}^{\infty }\sum _{d|N}\exp(-\beta E_{N})\mu (d)}
由于超对称性，算子{\displaystyle (-1)^{\hat {F}}}在除真空态以外的任意具有确定{\displaystyle N}的粒子态构成的子空间上的表示矩阵都是无迹的。因而：
{\displaystyle \sum _{d|N}\mu (d)=\delta _{N,1}}
{\displaystyle \Delta =\exp(-\beta E_{1})=1}
因此通过计算这个超对称素数子模型的威腾指标，可以得到如下关于默比乌斯函数的恒等式：
{\displaystyle \sum _{d}{\frac {\mu (d)}{d^{\beta }}}=\zeta ^{-1}(\beta )}
利用这一公式可推出素数定理。

## 进一步推广
量子场论与素数理论的这种关联可以进一步地抽象为拓扑量子场论与K理论的关联。为实现这一目的，可将素数推广为素理想。